# Florence Lawrence
Florence Lawrence (Hamilton, Ontario, Canadá; 2 de enero de 1886-West Hollywood, California, Estados Unidos; 28 de diciembre de 1938) fue una inventora y actriz canadiense. A menudo se hace referencia a ella como «La primera estrella de cine» de la historia. También fue conocida como «La Chica Biograph», «La Chica IMP» y «La Chica de las mil caras». Actuó en más de 270 películas de varios estudios cinematográficos.

## Primeros años
Nació como Florence Annie Bridgwood en Hamilton (Ontario). Hija de Charlotte A. Bridgwood, una actriz de vodevil conocida con el nombre artístico de Lotta Lawrence y la actriz principal y directora de la compañía teatral Lawrence. Su padre, George Bridgwood, nació en 1822 en Stafforshire, Inglaterra y murió en 1898 en Hamilton, Wentworth, Ontario, Canadá. A los cuatro años a Florence le pusieron el apellido del nombre artístico de su madre. Después de la muerte de su padre en 1898 cuando Florence tenía 12 años, ella, su madre y dos hermanos mayores se mudaron de Hamilton a Buffalo, Nueva York. Fue a colegios locales y practicó diferentes deportes, en particular equitación y patinaje sobre hielo.
Tras graduarse, Lawrence se unió a la compañía teatral de su madre. Sin embargo, la compañía pronto se disolvió debido a una serie de disputas que habían hecho imposible a los componentes el continuar trabajando juntos. Lawrence y su madre se mudaron a la ciudad de Nueva York en 1906. 

## Comienzo de su carrera: cine y Broadway
Fue una de los 'Pioneros canadienses' de la industria del cine, atraída por el rápido crecimiento de la recién nacida industria cinematográfica. En 1906, con veinte años, hizo su primera película. Al año siguiente, actuó en 38 películas para la compañía cinematográfica Vitagraph. Durante la primavera y el verano de 1906, Lawrence se presentó, sin éxito, a varias audiciones de producciones de Broadway. Sin embargo, el 27 de diciembre de 1906, fue contratada por la Edison Manufacturing Company para el papel de la hija de Daniel Boone en la película Daniel Boone o Pioneer Days in America. Le dieron el papel porque sabía montar a caballo. También su madre participó en la película y les pagaron 5 dólares al día por dos semanas de filmación al aire libre con temperaturas heladoras.
En 1907 trabajó para la compañía Vitagraph de Brooklyn, Nueva York en el papel de Moya, una campesina irlandesa, en una versión de The Shaughraun de Dion Boucicault.
Volvió a trabajar en el teatro, en el papel protagonista de la producción Seminary Girls de Melville B. Raymond. Su madre actuó por última vez en esta producción. Después de un año de gira, Lawrence decidió que "nunca volvería a llevar esa vida nómada".
En la primavera de 1908 regresó a Vitagraph donde interpretó el papel protagonista en The Dispatch Beare. Debido a sus habilidades de equitación, le dieron papeles en 11 películas durante los siguientes 5 meses.

## Carrera cinematográfica

### Estudios Biograph
En Vitagraph coincidió con un joven actor, Harry Solter, que buscaba a una joven y hermosa amazona para protagonizar una película que iba a ser producida por los Estudios Biograph. El proyecto iba a ser dirigido por D.W. Griffith. Griffith ya se había fijado en la bella joven rubia en una de las películas de Vitagraph. En esa película los actores no aparecían en los créditos como hasta entonces era lo habitual, así que Griffith tuvo que preguntar hasta saber que era Florence Lawrence y concertar una entrevista.
Griffith tenía intención de darle el papel a la actriz principal de los estudios, Florence Turner, pero Lawrence consiguió convencer a Solter y a Griffith de que ella era la más adecuada para el papel protagonista en The Girl and the Outlaw. En Vitagraph ganaba 20 dólares a la semana, trabajando como actriz y como costurera. Griffith le ofreció un trabajo, solo como actriz, por 25 dólares a la semana. Lawrence aceptó sin dudarlo.

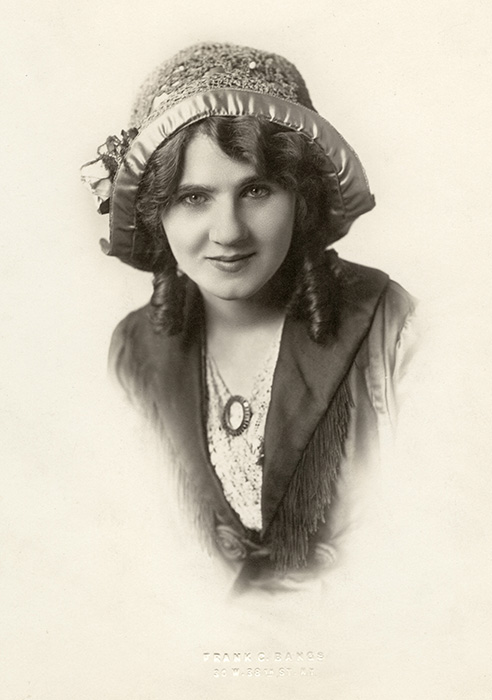
Florence Lawrence fotografiada por Frank C. Bangs (c. 1908).

Después del éxito en este papel, participó en Betrayed by a Handprint e interpretó a una india en The Red Girl. En total, actuó en la mayoría de las 60 películas que dirigió Griffith en 1908. Hacia finales de 1908 se casó con Harry Solter. Lawrence consiguió rápidamente popularidad, pero como su nombre no se publicaba, los fanes empezaron a escribir al estudio pidiéndolo. Incluso cuando su cara se reconocía casi en todas partes, después de protagonizar la exitosa Resurrection, los Estudios Biograph solo la nombraban como "The Biograph Girl". Durante los primeros años del cine, los actores no salían en los créditos, porque los dueños de los estudios temían que la fama los llevara a reclamar mayores sueldos.
Continuó trabajando para Biograph en 1909. Consiguió que le pagaran semanalmente en lugar de al día, y recibió el doble del sueldo normal. Consiguió mucha popularidad en Jones series la primera serie de comedias. Ella fue la Señora Jones en unas veinte películas. Aún más populares que la serie Jones fueron las historias de amor que protagonizó con Arthur Johnson. Hacían de marido y mujer en The Ingrate, y de amantes adúlteros en Resurrection.
Lawrence y Solter empezaron a buscar trabajo en otros estudios, escribiendo a la compañía Essanay para ofrecer sus servicios como actriz principal y director respectivamente. Pero Essanay informó de esta oferta a Biograph y fueron inmediatamente despedidos.
Al quedar libres, Lawrence y Solter se unieron en 1909 a Independent Moving Pictures Company of America (IMP). La compañía fue fundada por Carl Laemmle, dueño y fundador también de Universal Pictures, que más tarde absorbió a IMP. Laemmle buscaba actores y directores con experiencia. Atrajo a Florence con la promesa de una marquesina con su nombre. Aunque primero, Laemmle extendió el rumor de que Lawrence había muerto atropellada por un coche en la ciudad de Nueva York.
Entonces, tras conseguir la atención de los medios, puso anuncios en los periódicos declarando que ella estaba viva y en perfecto estado y que estaba rodando The Broken Oath, la nueva película de IMP, dirigida por Solter. En ese momento, Laemmle hizo que Lawrence apareciera en público en Saint Louis, Misuri, en marzo de 1910, con el actor protagonista, mostrando a sus fanes que estaba viva. Se convirtió así en la primera intérprete cuyo estudio dio publicidad a su nombre y figura. En parte como resultado de la ingenuidad de Laemmle, el star system había comenzado. En breve, Florence Lawrence llegó a ser un nombre muy conocido. Sin embargo, su fama fue tan grande que los magnates de los estudios confirmaron sus peores temores y llegaron las peticiones de subida de sueldo y el nombre en los carteles.
Lawrence y Solter trabajaron para la IMP durante 11 meses, participando en 50 películas. Después de unas vacaciones por Europa, fueron contratados por Siegmund Lubin. Lawrence formó otra vez pareja con Arthur Johnson en 48 películas dirigidas por Lubin. 
En esos momentos, la industria del cine era controlada por la poderosa Motion Picture Patents Company, formada por las compañías cinematográficas más importantes del momento. IMP no era miembro y operaba fuera de su sistema de distribución. Los teatros que proyectaban las películas de IMP perdieron los derechos de las películas de MPPC. IMP tenía importantes enemigos en la industria del cine. Aunque gracias a la popularidad de Lawrence, consiguió sobrevivir.

### Estudios Lubin
Al final de 1910, Lawrence dejó los estudios IMP para trabajar en los estudios Lubin. Aconsejó a su amiga canadiense, Mary Pickford de 19 años, para que ocupará su puesto como la estrella de IMP.

### Victor Film Company

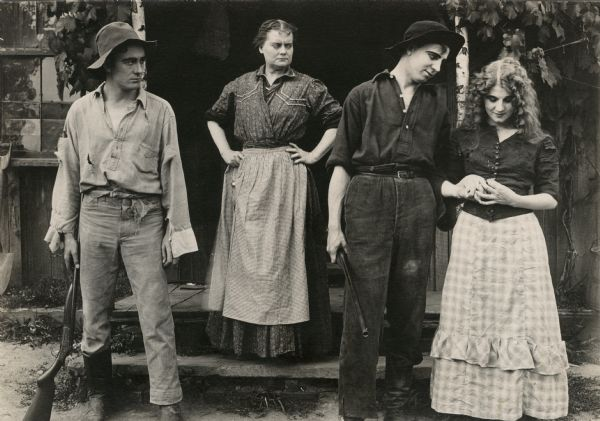
Florence Lawrence (derecha) interpretando el papel de Margie en la película After All de la Victor Film Company.

En 1912, Lawrence y Solter llegaron a un acuerdo con Carl Laemmle y formaron su propia compañía, la Victor Film Company. Lawrence recibió 500 dólares a la semana como actriz protagonista y Solter 200 dólares a la semana como director. Crearon un estudio de cine en Fort Lee, Nueva Jersey. Realizaron varias películas protagonizadas por Lawrence y Owen Moore antes de venderlo en 1913 a la nueva Universal Pictures.
En esos momentos de prosperidad, Florence hizo realidad su sueño de comprar una gran propiedad de 200.000 m² en River Vale, Nueva Jersey. En agosto de 1912 el matrimonio tuvo una crisis y se separaron. En noviembre volvieron a estar juntos. Lawrence anunció su intención de retirarse.

## Declive
A pesar de su polémico retiro, Lawrence se vio obligada a volver a trabajar en 1914 para su compañía (Víctor Film Company), que fue posteriormente adquirida por Universal Studios. Durante el rodaje de una de las películas, Pawns of Destiny, un incendio preparado para la filmación, se extendió. Lawrence se quemó, el pelo se le chamuscó y sufrió una grave caída. Durante varios meses estuvo en estado de shock. Volvió al trabajo pero recayó al finalizar la película. Culpaba a Solter de haberla obligado a hacer la escena en la que se quemó y, finalmente, se divorciaron. Además la Universal se negó a pagar sus gastos médicos. Lawrence se sintió traicionada.
Aunque solo tenía 29 años, nunca recuperó su estatus de estrella después de haber pasado tanto tiempo recuperándose de sus heridas. En 1920 su marido murió. Al año siguiente se casó con Charles Byrne, un vendedor de coches, pero se divorciaron en 1931. En 1933 se casó por tercera vez, con Henry Bolton. Bolton era violento y golpeaba a Lawrence. El matrimonio duró solo cinco meses.
En la primavera de 1916, volvió a trabajar para la Universal en un film largo, Elusive Isabel. Sin embargo fue demasiado esfuerzo para ella y volvió a recaer. Estuvo totalmente paralizada durante cuatro meses. Cuando volvió a la pantalla en 1921, pocos se acordaban de ella.
En 1921 viajó a Hollywood para intentar regresar. Tuvo poco éxito y recibió un papel protagonista en un melodrama menor The Unfoldment y luego dos papeles secundarios. A partir de 1924 todos sus trabajos en la pantalla fueron pequeños papeles que no aparecían en los créditos. Durante la década de 1920 ella y su marido Charles crearon una línea de cosméticos, de la que siguieron siendo socios después de su divorcio.
Cuando la madre de Lawrence murió en 1929, ella mandó esculpir un busto muy caro para su tumba. Para entonces, a los cuarenta y tantos, sin trabajo en el cine, con el crack del 29 y la consiguiente depresión, la fortuna de Lawrence fue desapareciendo.
Lawrence regresó a la pantalla en 1936, cuando la MGM comenzó a dar pequeños papeles a antiguas estrellas por 75 dólares a la semana. Sola, desanimada y sufriendo de dolores crónicos producidos por mielofibrosis, una rara enfermedad de la médula, el 27 de diciembre de 1938, fue encontrada inconsciente en la cama de su apartamento de Hollywodd Oeste. Había intentado suicidarse ingiriendo insecticida para hormigas. Fue llevada al hospital pero falleció pocas horas después.
Solo nueve años después de haber pagado tanto dinero por un busto para la tumba de su madre, Florence fue enterrada en una tumba sin nombre, no lejos de la de su madre, en el cementerio de Hollywood, conocido ahora como el cementerio Hollywood Forever, en Hollywood, California. Permaneció en el olvido hasta que en 1991 el actor Roddy McDowall, a través del National Film Preservation Board, puso una placa sobre la sepultura que dice: “La Chica Biograph / La Primera Estrella de Cine”
En la novela de William J. Mann The Biograph Girl (2000), Mann se pregunta: “¿Que pasa si Lawrence no hubiera muerto en 1938 por comer veneno para hormigas, y tuviera 106 años y viviera en una residencia en Buffalo, Nueva York?” La novela relata fielmente la vida de Florence hasta 1938 y la lleva más allá después de su “supuesto” suicidio.

## Inventos
Lawrence inventó el primer indicador de cambio de dirección para coches. Se trataba de un dispositivo conectado al guardabarros trasero del coche. Cuando el conductor pulsaba un botón, un brazo subía o bajaba una señal indicando la dirección de giro del coche. Seguido a esto desarrolló una señal de freno en la que un brazo con una señal en la que ponía STOP se desplegaba cuando el conductor pisaba el pedal de freno. Pero estos inventos no fueron patentados y fueron desarrollados por las empresas del automóvil de aquella época.  "Un coche para mí es algo que es casi humano, algo que responde a la amabilidad, la comprensión y el cuidado, al igual que la gente" 

## Filmografía
- The Automobile Thieves (1906)
- Athletic American Girls (1907)
- Bargain Fiend; or, Shopping à la Mode (1907)
- Daniel Boone (1907)
- The Boy, the Bust and the Bath (1907)
- The Despatch Bearer; or, Through the Enemy's Lines (1907)
- The Dispatch Bearer (1907)
- The Mill Girl (1907)
- The Shaughraun (1907)
- A Calamitous Elopement (1908)
- A Smoked Husband (1908)
- A Woman's Way (1908)
- After Many Years (1908)
- An Awful Moment (1908)
- Anthony and Cleopatra (1908)
- Behind the Scenes (1908)
- Betrayed by a Handprint (1908)
- Concealing a Burglar (1908)
- Cupid's Realm; or, A Game of Hearts (1908)
- Father Gets in the Game (1908)
- Ingomar, the Barbarian (1908)
- Julius Caesar (1908)
- Lady Jane's Flight (1908)
- Love Laughs at Locksmiths; an 18th Century Romance (1908)
- Macbeth (1908)
- Money Mad (1908)
- Mr. Jones at the Ball (1908)
- Mrs. Jones Entertains (1908)
- Richard III (1908)
- Romance of a Jewess (1908)
- Romeo and Juliet (1908)
- Salomé (1908)
- The Bandit's Waterloo (1908)
- The Call of the Wild (1908)
- The Christmas Burglars (1908)
- The Clubman and the Tramp (1908)
- The Dancer and the King: A Romantic Story of Spain (1908)
- The Devil (1908)
- The Feud and the Turkey (1908)
- The Girl and the Outlaw (1908)
- The Heart of O'Yama (1908)
- The Helping Hand (1908)
- The Ingrate (1908)
- The Pirate's Gold (1908)
- The Planter's Wife (1908)
- The Reckoning (1908)
- The Red Girl (1908)
- The Song of the Shirt (1908)
- The Stolen Jewels (1908)
- The Taming of the Shrew (1908)
- The Test of Friendship (1908)
- The Valet's Wife (1908)
- The Vaquero's Vow (1908)
- The Viking's Daughter: The Story of the Ancient Norsemen (1908)
- The Zulu's Heart (1908)
- Where the Breakers Roar (1908)
- A Baby's Shoe (1909)
- A Drunkard's Reformation (1909)
- A Fool's Revenge (1909)
- A Sound Sleeper (1909)
- A Troublesome Satchel (1909)
- A Wreath in Time (1909)
- And a Little Child Shall Lead Them (1909)
- At the Altar (1909)
- Confidence (1909)
- Eloping with Auntie (1909)
- Eradicating Auntie (1909)
- Eradicating Aunty (1909)
- Her First Biscuits (1909)
- Her Generous Way (1909)
- His Ward's Love (1909)
- His Wife's Mother (1909)
- I Did It (1909)
- Jealousy and the Man (1909)
- Jones and His New Neighbors (1909)
- Jones and the Lady Book Agent (1909)
- Lady Helen's Escapade (1909)
- Lest We Forget (1909)
- Lines of White on a Sullen Sea (1909)
- Love's Stratagem (1909)
- Lucky Jim (1909)
- Mr. Jones' Burglar (1909)
- Mr. Jones Has a Card Party (1909)
- Mrs. Jones Entertains (1909)
- Mrs. Jones' Lover (1909)
- Nursing a Viper (1909)
- One Busy Hour (1909)
- One Touch of Nature (1909)
- Resurrection (1909)
- Saul and David (1909)
- Schneider's Anti-Noise Crusade (1909)
- Sweet and Twenty (1909)
- Tender Hearts (1909)
- The Awakening (1909)
- The Awakening of Bess (1909)
- The Brahma Diamond (1909)
- The Cardinal's Conspiracy (1909)
- The Cord of Life (1909)
- The Country Doctor (1909)
- The Criminal Hypnotist (1909)
- The Curtain Pole (1909)
- The Deception (1909)
- The Drive for a Life (1909)
- The Eavesdropper (1909)
- The Fascinating Mrs. Francis (1909)
- The Forest Ranger's Daughter (1909)
- The French Duel (1909)
- The Girls and Daddy (1909)
- The Golden Louis (1909)
- The Hessian Renegades (1909)
- The Honor of Thieves (1909)
- The Jilt (1909)
- The Joneses Have Amateur Theatricals (1909)
- The Judgment of Solomon (1909)
- The Lonely Villa (1909)
- The Lure of the Gown (1909)
- The Medicine Bottle (1909)
- The Mended Lute (1909)
- The Necklace (1909)
- The Note in the Shoe (1909)
- The Peachbasket Hat (1909)
- The Politician's Love Story (1909)
- The Prussian Spy (1909)
- The Road to the Heart (1909)
- The Roue's Heart (1909)
- The Sacrifice (1909)
- The Salvation Army Lass (1909)
- The Slave (1909)
- The Way of Man (1909)
- The Winning Coat (1909)
- The Wooden Leg (1909)
- Those Awful Hats (1909)
- Those Boys! (1909)
- Tis an Ill Wind that Blows No Good (1909)
- Tragic Love (1909)
- Trying to Get Arrested (1909)
- Two Memories (1909)
- What Drink Did (1909)
- A Discontented Woman (1910)
- A Game for Two (1910)
- A Reno Romance (1910)
- A Self-Made Hero (1910)
- All the World's a Stage (1910)
- Among the Roses (1910)
- Bear Ye One Another's Burdens (1910)
- Debt (1910)
- His Second Wife (1910)
- His Sick Friend (1910)
- Jane and the Stranger (1910)
- Justice in the Far North (1910)
- Mother Love (1910)
- Never Again (1910)
- Old Heads and Young Hearts (1910)
- Once Upon a Time (1910)
- Pressed Roses (1910)
- The Angel of the Studio (1910)
- The Blind Man's Tact (1910)
- The Broken Oath (1910)
- The Call (1910)
- The Call of the Circus (1910)
- The Coquette's Suitors (1910)
- The Count of Montebello (1910)
- The Doctor's Perfidy (1910)
- The Eternal Triangle (1910)
- A Game of Deception (1911)
- A Girlish Impulse (1911)
- A Good Turn (1911)
- A Head for Business (1911)
- A Rebellious Blossom (1911)
- A Rural Conqueror (1911)
- A Show Girl's Stratagem (1911)
- Age Versus Youth (1911)
- Always a Way (1911)
- Art Versus Music (1911)
- Aunt Jane's Legacy (1911)
- Duke De Ribbon Counter (1911)
- During Cherry Time (1911)
- Flo's Discipline (1911)
- Her Artistic Temperament (1911)
- Her Child's Honor (1911)
- Her Humble Ministry (1911)
- Her Two Sons (1911)
- Higgenses Versus Judsons (1911)
- His Bogus Uncle (1911)
- His Chorus Girl Wife (1911)
- His Friend, the Burglar (1911)
- Nan's Diplomacy (1911)
- One on Reno (1911)
- Opportunity and the Man (1911)
- Romance of Pond Cove (1911)
- That Awful Brother (1911)
- The Actress and the Singer (1911)
- The American Girl (1911)
- The Gypsy (1911)
- The Hoyden (1911)
- The Life Saver (1911)
- The Little Rebel (1911)
- The Maniac (1911)
- The Matchmaker (1911)
- The Professor's Ward (1911)
- The Secret (1911)
- The Sheriff and the Man (1911)
- The Slavey's Affinity (1911)
- The Snare of Society (1911)
- The State Line (1911)
- The Story of Rosie's Rose (1911)
- The Test (1911)
- The Two Fathers (1911)
- The Wife's Awakening (1911)
- Through Jealous Eyes (1911)
- Vanity and Its Cure (1911)
- A Surgeon's Heroism (1912)
- A Village Romance (1912)
- After All (1912)
- All for Love (1912)
- Betty's Nightmare (1912)
- Flo's Discipline (1912)
- Her Cousin Fred (1912)
- In Swift Waters (1912)
- Not Like Other Girls (1912)
- Sisters (1912)
- Taking a Chance (1912)
- Tangled Relations (1912)
- The Advent of Jane (1912)
- The Angel of the Studio (1912)
- The Chance Shot (1912)
- The Cross-Roads (1912)
- The Lady Leone (1912)
- The Mill Buyers (1912)
- The Players (1912)
- The Redemption of Riverton (1912)
- The Winning Punch (1912)
- A Girl and Her Money (1913)
- His Wife's Child (1913)
- Suffragette's Parade in Washington (1913)
- The Closed Door (1913)
- The Counterfeiter (1913)
- The Girl o'the Woods (1913)
- The Influence of Sympathy (1913)
- The Spender (1913)
- Unto The Third Generation (1913)
- A Disenchantment (1914)
- A Mysterious Mystery (1914)
- A Singular Cynic (1914)
- A Singular Sinner (1914)
- Counterfeiters (1914)
- Diplomatic Flo (1914)
- Her Ragged Knight (1914)
- The Bribe (1914)
- The Coryphee (1914)
- The Doctor's Testimony (1914)
- The False Bride (1914)
- The Great Universal Mystery (1914)
- The Honeymooners (1914)
- The Honor of the Humble (1914)
- The Law's Decree (1914)
- The Little Mail Carrier (1914)
- The Mad Man's Ward (1914)
- The Pawns of Destiny (1914)
- The Romance of a Photograph (1914)
- The Stepmother (1914)
- The Woman Who Won (1914)
- Elusive Isabel (1916)
- Face on the Screen (1917)
- The Love Craze (1918)
- The Unfoldment (1922)
- Lucretia Lombard (1923)
- The Satin Girl (1923)
- Gambling Wives (1924)
- The Greater Glory (1926)
- The Johnstown Flood (1926)
- Sweeping Against the Winds (1930)
- Homicide Squad (1931)
- The Hard Hombre (1931)
- Sinners in the Sun (1932)
- Secrets (1933)
- The Old Fashioned Way (1934) (sin verificar)
- Man on the Flying Trapeze (1935) (sin verificar)
- Hollywood Boulevard (1936) (papel borrado)
- One Rainy Afternoon (1936)